# Hugh Hamshaw Thomas
Hugh Hamshaw Thomas ( 29 de mayo de 1885, Wrexham en Gales- 30 de junio de 1962, Cambridge) fue un paleobotánico británico.

## Honores
- 1923 Medalla de Walsingham, Universidad de Cambridge.
- 1934 elegido miembro de la Royal Society.
- 1947, cofundador de la Sociedad Británica para la Historia de la Ciencia; fue durante muchos años su presidente
- Presidente de la Sociedad Linneana de Londres, desde 1955 a 1958 .
- Medalla Darwin-Wallace, en 1958.
- Medalla linneana, en 1960.

- La abreviatura «H.H.Thomas» se emplea para indicar a Hugh Hamshaw Thomas como autoridad en la descripción y clasificación científica de los vegetales.[1]